# Марк Фалко
Марк Фалко (англ. Mark Falco, нар. 22 жовтня 1960, Лондон) — англійський футболіст, що грав на позиції нападника, зокрема, за «Тоттенгем Готспур», з яким двічі вигравав Кубок Англії, ставав володарем Суперкубка Англії і Кубка УЄФА. 

## Ігрова кар'єра
Народився 22 жовтня 1960 року в місті Лондон. Вихованець футбольної школи клубу «Тоттенгем Готспур». Дорослу футбольну кар'єру розпочав 1978 року в основній команді того ж клубу, в якій провів вісім сезонів, взявши участь у 174 матчах чемпіонату.  Більшість часу, проведеного у складі «Тоттенгем Готспур», був основним гравцем атакувальної ланки команди. У складі «Тоттенгем Готспур» був одним з головних бомбардирів команди, маючи середню результативність на рівні 0,39 голу за гру першості, і допоміг їй здобути низку національних трофеїв, а також Кубок УЄФА 1983-1984. Частину 1982 року також грав за лондонський «Челсі».
Згодом з 1986 по 1991 рік грав у складі «Вотфорда», шотландського «Рейнджерс» та лондонського «Квінз Парк Рейнджерс».
Завершив професійну ігрову кар'єру у «Міллволлі», за команду якого виступав протягом 1991—1992 років.

## Титули і досягнення
- Володар Кубка Англії (2):

«Тоттенгем Готспур»: 1980-1981, 1981-1982
- Володар Суперкубка Англії з футболу (1):

«Тоттенгем Готспур»: 1981
- Володар Кубка УЄФА (1):

«Тоттенгем Готспур»: 1983-1984